# Marcel Schouten
Marcel Schouten (18 de junio de 1993) es un deportista neerlandés que compite en natación, en la modalidad de aguas abiertas.
Ganó una medalla de plata en el Campeonato Mundial de Natación de 2015 y una medalla de oro en el Campeonato Europeo de Natación de 2014.

## Palmarés internacional
| Campeonato Mundial | Campeonato Mundial | Campeonato Mundial | Campeonato Mundial |
| Año                | Lugar              | Medalla            | Prueba             |
| ------------------ | ------------------ | ------------------ | ------------------ |
| 2015               | Kazán (Rusia)      | Medalla de plata   | Equipo mixto       |
| Campeonato Europeo |                    |                    |                    |
| Año                | Lugar              | Medalla            | Prueba             |
| 2014               | Berlín (Alemania)  | Medalla de oro     | Equipo mixto       |